# Alois Hofbauer
Alois Hofbauer (14. června 1853 Hausbach – 19. května 1897 Hausbach) byl rakouský politik německé národnosti z Dolních Rakous, na konci 19. století poslanec Říšské rady.

## Biografie
Byl majitelem hospodářství v Dolních Rakousích.
Byl politicky činný. Od roku 1889 do roku 1897 zastával funkci starosty Stögersbachu. Zasedal též jako poslanec Dolnorakouského zemského sněmu. Zvolen sem byl v roce 1896 coby křesťansko sociální kandidát za kurii venkovských obcí, obvod Zwettl, Allentsteig, Gr. Gerungs, Weitra. Zemským poslancem byl do své smrti roku 1897.
Byl krátce i poslancem Říšské rady (celostátního parlamentu Předlitavska), kam usedl ve volbách roku 1897 za kurii venkovských obcí v Dolních Rakousích, obvod Zwettl, Waidhofen a. d. Thaya atd. Poslancem byl do své smrti v květnu 1897. Pak ho v parlamentu nahradil Heinrich Eichhorn.
Ve volbách roku 1897 kandidoval do Říšské rady za Křesťansko-sociální stranu.
Zemřel v květnu 1897 na tuberkulózu.